# Orfeo (geslacht)
Orfeo is een geslacht van spinnen uit de familie hangmatspinnen (Linyphiidae).

## Soorten
De volgende soorten zijn bij het geslacht ingedeeld:
- Orfeo desolatus (Keyserling, 1886)
- Orfeo jobim Miller, 2007